# Tofan Harirod
Der Tofan Harirod Football Club ist eine Fußballmannschaft aus Afghanistan. Der Verein spielt in der Afghan Premier League, für die er im August 2012 gegründet wurde. Die Spieler wurden in der Castingshow Maidan e Sabz gefunden. Die Mannschaft repräsentiert die westliche Region Afghanistans in der APL.
In der ersten professionellen Fußball-Liga Afghanistans wurde das Team Meister. Die Mannschaft dominierte die Saison und schoss in fünf Spielen sagenhafte 26 Tore, davon 10 im Halbfinale gegen De Spinghar Bazan.

## Erfolge
- Afghanischer Meister: 2012, 2018, 2019